# Empecamenta parvula
Empecamenta parvula är en skalbaggsart som beskrevs av Brenske 1898. Empecamenta parvula ingår i släktet Empecamenta och familjen Melolonthidae. Inga underarter finns listade i Catalogue of Life.